# كوكي كيتهارا
كوكي كيتهارا (باليابانية: 北原光騎؛ بالكانا: きたはら こうき) هو مصارع محترف ياباني، ولد في 9 مارس 1964 في فوكوكا في اليابان.

## روابط خارجية
- كوكي كيتهارا على موقع CageMatch worker (الإنجليزية)
- كوكي كيتهارا على موقع قاعدة بيانات المصارعة على الإنترنت (الإنجليزية)